# آرتیوم فالیان
آرتیوم گریگوری فالیان (ارمنی: Արտյոմ Գրիգորի Ֆալյան روسی: Артём Григорьевич Фальян؛ ۲۷ دسامبر ۱۹۱۹ در باکو – ۲۴ سپتامبر ۱۹۷۷ در سنت پترزبورگ) یک بازیکن فوتبال و مربی فوتبال اهل ارمنستان-اتحاد شوروی بود.

## بازیگری
از باشگاه‌هایی که در آن بازی کرده‌است می‌توان به آرارات ایروان و باشگاه فوتبال نفتچی باکو اشاره کرد.

## مربیگری
از باشگاه‌هایی که در آن مربیگری کرده‌است می‌توان به باشگاه فوتبال ایروان، باشگاه فوتبال نفتچی باکو، باشگاه فوتبال زنیت سن پترزبورگ و باشگاه فوتبال شاختار دونتسک اشاره کرد.